# Бариакс
Бариакс (др.-греч. Βαρυάξης; IV век до н. э.) — мидянин, выступивший против власти македонян.

## Биография
Во время долгого отсутствия Александра Македонского в Индии в ряде сатрапий возникли волнения и беспорядки. В Мидии Бариакс призвал соплеменников к освободительной борьбе против «яванов». Он надел «прямую тиару» и объявил себя правителем мидян и персов. По предположению Дройзена И. Г., Бариакс, вероятно, рассчитывал, что возмущённые иранцы будут готовы отложиться от нового центрального правительства, так как «в бытность царя в Индии Мидия более всего пострадала от своеволия и гордости македонских чиновников и военачальников». Дьяконов И. М. отмечал, что сложно сказать, интересы каких социальных слоев населения представлял Бариакс и какие цели он ставил. Шифман И. Ш. пришёл к выводу, что «провинция пережила мощное антимакедонское восстание».
По замечанию Шахермайра Ф., в этой сложной ситуации нашлись люди, сохранившие преданность Александру и показавшие себя опорой имперского правительства, и не только среди греков и македонян, но и между персов. Против Бариакса выступил Атропат. Восставшие были разбиты, а их предводитель попал в плен. После возвращения Александра мятежного мидянина в 324 году до н. э. доставили под стражей в Пасаргады, где он и был незамедлительно казнён вместе со своими ближайшими соратниками.